# Evergrande International Financial Center
Das Evergrande International Financial Center ist ein sich im Bau befindlicher superhoher Wolkenkratzer in Hefei (Anhui) in der Volksrepublik China. Es wird eine Höhe von 518 Metern mit 112 Stockwerken haben. Die Bauarbeiten begannen 2016 und werden voraussichtlich 2025 enden. Nach der Fertigstellung wird es das höchste Gebäude in Hefei und eines der höchsten der Welt sein. Der Entwickler des Projekts ist die Evergrande Real Estate Group.